# Rokytnice v Orlických horách
Rokytnice v Orlických horách település Csehországban, Rychnov nad Kněžnou-i járásban. Rokytnice v Orlických horách Pěčín, Zdobnice, Říčky v Orlických horách, Kunvald, Bartošovice v Orlických horách és Liberk településekkel határos. Lakosainak száma 2164 fő (2024. január 1.).

## Népesség
A település lakosságának változását az alábbi diagram mutatja:
| Lakosok száma | 4089 | 4161 | 3125 | 2175 | 1896 | 2513 | 2047 | 2022 | 1971 | 2164 |
|               | 1869 | 1890 | 1921 | 1950 | 1980 | 2001 | 2017 | 2019 | 2022 | 2024 |